# Club Atlético de San Luis Premier
El Club Atlético de San Luis Premier fue un equipo de fútbol de México. Era filial del Club Atlético de San Luis y participaba en el Grupo 1 de la Serie A de la Segunda División de México. Disputaba sus partidos como local en el Estadio Alfonso Lastras Ramírez, al igual que el cuadro principal de la institución.

## Historia
En 2017, tras el regreso del Atlético de San Luis al fútbol profesional, se creó una academia de desarrollo, además de una escuadra de Tercera División.
Tras el ascenso del Atlético de San Luis a la Liga MX, el club se vio obligado a crear diversas escuadras de fuerzas básicas para adaptarse a las exigencias del reglamento de competencia, sin embargo, en el caso de Segunda División, la presentación de un equipo para esta categoría dejó de ser obligatoria, pese a ello la directiva potosina decidió continuar con el proyecto.
El 30 de mayo de 2019 se anunció la creación del equipo de segunda división, además se designó a Ramón Villa como su director técnico. El 25 de junio se anunció que el equipo tendría como sede la Unidad Deportiva 21 de Marzo en Soledad de Graciano Sánchez, municipio del área metropolitana de San Luis Potosí. El 29 de junio se confirmó al equipo como participante en la Serie A de la Segunda División, el Atlético fue colocado en el Grupo 2.
En junio de 2021 el equipo desaparece debido a una reestructuración financiera del club.

## Instalaciones
El Atlético de San Luis Premier tuvo su primera sede en el estadio de la Unidad Deportiva 21 de Marzo, un estadio de fútbol ubicado en la ciudad de Soledad en el estado de San Luis Potosí. Tiene un aforo de 8,000 espectadores.
En febrero de 2020, el equipo se trasladó al Estadio Plan de San Luis, ubicado en la ciudad de San Luis Potosí. Tiene una capacidad para 18,000 espectadores.
A partir de septiembre de 2020 el equipo volvió a cambiar de escenario, alternando la Ciudad Deportiva La Presa, centro de entrenamiento del club, con el Estadio Alfonso Lastras Ramírez, escenario principal del conjunto potosino, el cual cuenta con una capacidad para albergar a 25,709 espectadores y fue inaugurado en mayo de 1999.

## Temporadas
| Temporada | División          | Posición      |
| --------- | ----------------- | ------------- |
| 2019/2020 | 3.Segunda Serie A | 13°. Grupo II |
| 2020/2021 | 3.Segunda Serie A | 6°. Grupo I   |